# 象年

位于帖哈麦的石刻，刻于公元6世纪，被认为描绘了阿伯拉哈率领象军前往麦加路上的景象

象年（阿拉伯语：‎ ）是伊斯兰教史中的一个重要年份，相当于公元570–571年。根据伊斯兰教传统，该年是先知穆罕默德出生的年份。“象年”这个名字描述的是当年在麦加发生的一个事件，传说也门信仰基督教的希木叶尔王国的统治者阿伯拉哈（他是阿克苏姆帝国的臣属，阿比西尼亚人）率领一支配备有战象的大军（“象军”）开往麦加的天房，意图摧毁天房（可能是因为天房半是宗教上、半是商业上的对手）。但因为飞鸟（阿拉伯语：‎，Ababil，阿巴比尔
）向象军扔石块、瘟疫爆发等奇迹的原因，被迫撤回也门。此后以阿克苏姆帝国为代表的埃塞俄比亚势力逐渐退出阿拉伯半岛，因此象年被阿拉伯人，特别是麦加人视为吉祥的年份，并用来纪年，直至哈里发欧麦尔开始使用希吉拉历纪年为止。该事件也提高了麦加及天房的宗教和经济地位。《古兰经》的象章（第105章）中记载了此事。
关于阿伯拉哈失败原因的瘟疫，有学者认为可能是天花，或者是查士丁尼大瘟疫引起的一次爆发。
根据什叶派的圣训集《圣训观止》（al-Kafi）第一卷，第一伊玛目阿里出生于象年后第三十年。

## 流行文化
2021年上映，由静野孔文执导的动画电影《旅程 古代阿拉伯半岛的奇迹与战争物语》改编自象年的故事。